# Weil Emil
Weil Emil (Dombegyház, 1897. február 19. – Budapest, 1954. november 2.) Kossuth-díjas magyar orvos, egyetemi tanár, országgyűlési képviselő.

## Életpályája
Weil Izsó dombegyházi orvos és Markovics Irma gyermekeként született. Orvosi tanulmányait első világháborús katonai szolgálatát követően, 1924-ben végezte el a pécsi Erzsébet Tudományegyetemen. Orvosi pályafutását a Pesti Izraelita Hitközség Szabolcs Utcai Kórházában kezdte röntgen szakorvosként. 
1928-tól vett részt a munkásmozgalomban. Egyike volt a szociáldemokrata orvoscsoport megalapítóinak. A csoporton belül Schönstein Sándorral és Jahn Ferenccel alkották a csoport kommunista szárnyát.
1931-ben lépett be a KMP-be. 1932-től a csepeli Weiss Manfréd Művek üzemi kórházának röntgen főorvosa volt. 1936-ban kommunista szervezkedés miatt 10 évre elítélték. (A párton belül ő végezte az apparátus és a sajtó irányítását). Több mint 9 évet ült fegyházban. 1944 őszén kiszabadult és illegalitásba vonult.
A második világháború után részt vett az Orvos Egészségügyi Szakszervezet létrehozásában. Ő keltette újból életre az orvosi sajtót. Szorgalmazta az orvosok és egészségügyi dolgozók közös szakszervezetének megalapítását, majd ezután a szakszervezet főtitkára lett. Az Egészségügyi Tudományos Tanács elnöke, országgyűlési képviselő volt. Részt vett Budapest főváros járványvédelmének megszervezésében, továbbá az Egészségügyi Rendkívüli Tanács, majd az Országos Közegészségügyi Tanács munkájában. Fontos szerepet vállalt az egészségügy úgynevezett szocialista átszervezésében és a szakterületen dolgozók ideológiai képzésében. 1951 és 1953 között a Magyar Népköztársaság washingtoni követe. 1953-ban az egészségügyi szervezés első nyilvános rendes tanára lett a Budapesti Orvostudományi Egyetemen. 1953 augusztusában állították fel az Egészségügyi Szervezési Tanszéket, amelynek vezetését Weil Emilre bízták, előbb tanszékvezető egyetemi docensi besorolással, majd 1952. június 23-tól egyetemi tanárként. Weil röviddel ezt követően elhunyt.
Felesége dr. Leichner Zsuzsanna volt.

## Díjai, elismerései
- Magyar Szabadság Érdemrend ezüst fokozat (1947)
- A Köztársasági Elnök Ezüst Koszorúja (1948)
- Kossuth-díj II. fokozat (1949)

## Emlékezete
- Az ő nevét viselte 1967 és 1991 között Budapest XIV. kerületében az Uzsoki Utcai Kórház.
- Tiszteletére Weil Emil-emlékérmet alapítottak.